# Tetragnatha virescens
Tetragnatha virescens là một loài nhện trong họ Tetragnathidae.
Loài này thuộc chi Tetragnatha. Tetragnatha virescens được miêu tả năm 1979 bởi Okuma.